# Ribbelkoppriemkever
De ribbelkoppriemkever (Bembidion assimile) is een keversoort uit de familie van de loopkevers (Carabidae). De wetenschappelijke naam van de soort werd in 1810 gepubliceerd door Leonard Gyllenhaal.